# Eh (arménien)
Cette page contient des caractères spéciaux ou non latins. S’ils s’affichent mal (▯, ?, etc.), consultez la page d’aide Unicode.
Eh, է en arménien ([ɛː] ou [ɛ]), est la 7e lettre de l'alphabet arménien.

## Linguistique
Eh est utilisé pour représenter le son d'une voyelle moyenne inférieure antérieure non arrondie ([ɛ]).

## Représentation informatique
- Unicode[1] :
  - Capitale Է : U+0537
  - Minuscule է : U+0567